# Acalypha glandulifolia
Acalypha glandulifolia là một loài thực vật có hoa trong họ Đại kích. Loài này được Buchinger & Meisn. ex C.Krauss mô tả khoa học đầu tiên năm 1845.